# Regeringen Theresa May I
Theresa Mays (første) regering blev dannet, efter at David Cameron var trådt tilbage som premierminister den 13. juli 2016.
Regeringen var en konservativ regering med absolut flertal i parlamentet.[kilde mangler]
Regeringen blev dannet, efter at David Cameron havde meddelt, at han ville træde tilbage som følge af folkeafstemningen om Storbritanniens EU-medlemskab 2016, hvor et flertal stemte for udtræden af EU (Brexit).[kilde mangler]
Blandt ministrene var:
- Premierminister Theresa May
- Udenrigsminister: Boris Johnson
- Brexitminister: David Davis.
- Finansminister: Philip Hammond.
- Indenrigsminister: Amber Rudd.
- Minister for international handel: Liam Fox.
- Justitsminister: Elizabeth Truss.
- Undervisningsminister: Justine Greening.
- Miljøminister: Andrea Leadsom.
- Arbejdsminister Damian Green.
- Minister for Nordirland: James Brokenshire.
- Udviklingsminister: Priti Patel.
- Transportminister: Chris Grayling.
- Erhvervs- og energiminister: Greg Clark.
- Forsvarsminister: Michael Fallon.
- Sundhedsminister Jeremy Hunt.